# Mark Pekarski
Mark Ilitch Pekarski (russe : Марк Ильич Пекарский) est un percussionniste russe né le 26 décembre 1940 à Moscou.

## Biographie
Pekarski commence ses études de percussion à l’âge de treize ans avec Sergueï Koldobine, percussionniste à l’ensemble de chants et de danses. Puis il continue ses études au collège Gnessine avec Vladimir Fedine et à l’Institut Gnessine avec Vladimir Steiman, percussionniste du Théâtre Bolchoï.
Sa carrière commence à l’orchestre de la radio et en 1965, invité par Andrei Volkonski, Pekarski devient membre de l’ensemble Madrigal.
En 1976 il fonde son propre ensemble d'instruments de percussion dont les concerts font toujours salle comble. Après les concerts de cet ensemble à Berlin en 1986 le journal Der Tagesspiegel le nomme l’adversaire digne des Percussions de Strasbourg. Les compositions pour lui sont écrites par Edison Denisov, Sofia Goubaïdoulina, Alfred Schnittke, Alexandre Knaifel, Vladimir Martynov... Il performe aussi les œuvres des compositeurs étrangers tels que Karlheinz Stockhausen, Edgar Varèse, John Cage, Alan Hovhaness et beaucoup d’autres.
De 1997 il enseigne au Conservatoire de Moscou à la faculté de performance historique et contemporaine.
Pekarski possède une grande collection des percussions rares qu’il introduit de temps en temps à son ensemble. Il a écrit certaines compositions pour percussions ainsi que plusieurs articles et un livre consacré à Andrei Volkonski.